# Cassel
|  | Aquest article tracta sobre un municipi de França. Vegeu-ne altres significats a «Kassel». |

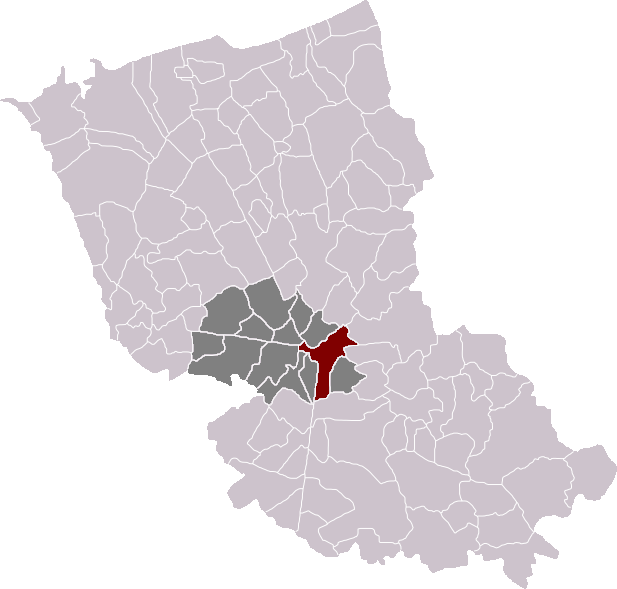
Localització de Cassel

Cassel (en neerlandès: Kassel, en llatí: Castellum Menapiorum) és un municipi de França del departament del Nord a la regió dels Alts de França, situada al Westhoek del Flandes francès amb 2.322 habitants el 2006. Limita al nord-oest amb Wemaers-Cappel, al nord amb Oudezeele, a l'oest amb Zuytpeene, a l'est amb Steenvoorde i Terdeghem, al sud-oest amb Bavinchove i Oxelaëre, al sud amb Hondeghem i al sud-est amb Sainte-Marie-Cappel.

## Demografia
| Evolució de la població Cassini i INSEE |       |       |       |       |       |       |       |       |
| 1793                                    | 1800  | 1806  | 1821  | 1831  | 1836  | 1841  | 1846  | 1851  |
| 5 030                                   | 3 601 | 3 809 | 4 241 | 4 234 | 4 495 | 4 410 | 4 231 | 4 334 |

| 1856  | 1861  | 1866  | 1872  | 1876  | 1881  | 1886  | 1891  | 1896  |
| ----- | ----- | ----- | ----- | ----- | ----- | ----- | ----- | ----- |
| 4 180 | 4 260 | 4 242 | 4 258 | 4 291 | 4 276 | 3 839 | 3 931 | 3 562 |

| 1901  | 1906  | 1911  | 1921  | 1926  | 1931  | 1936  | 1946  | 1954  |
| ----- | ----- | ----- | ----- | ----- | ----- | ----- | ----- | ----- |
| 3 222 | 3 091 | 3 018 | 2 955 | 2 912 | 2 721 | 2 725 | 2 429 | 2 680 |

| 1962  | 1968  | 1975  | 1982  | 1990  | 1999  | 2006 | 2011 | 2016 |
| ----- | ----- | ----- | ----- | ----- | ----- | ---- | ---- | ---- |
| 2 479 | 2 621 | 2 340 | 2 223 | 2 177 | 2 290 | -    | -    | -    |

| 2019 | - | - | - | - | - | - | - | - |
| ---- | - | - | - | - | - | - | - | - |
| -    | - | - | - | - | - | - | - | - |

## Administració
| Període   | Identitat           | Partit |
| --------- | ------------------- | ------ |
| 1843-1848 | Louis Stalen        |        |
| 1848-1896 | Aimé Desmyttère     |        |
| 1896-1915 | Constant Moeneclaey |        |
| 1915-1925 | Georges Malot       |        |
| 1925-1945 | Georges Masselis    |        |
| 1945-1946 | Marcel Leclercq     |        |
| 1946-1955 | Jules Glorian       |        |
| 1955-1971 | André Beurey        |        |
| 1971-1989 | Edouard Lecerf      |        |
| 1989-     | René Decodts        |        |

## Història
Originàriament fou una ciutat dels menapis, dels que deriva el seu nom. En el segle X Balduí III de Flandes hi va instituir la primera fira. Ha estat escenari de nombroses batalles, com la de 1071 de Robert I de Flandes i la de 1328 (batalla de Cassel) en la que el rei Felip VI de França derrotà els comuners flamencs. Durant la Primera Guerra Mundial fou Quartell general del general Ferdinand Foch.
Des de 1978 emet a la ciutat la ràdio lliure Ràdio Uylenspiegel (91.8 FM), dedicada a la promoció del flamenc occidental al Westhoek

## Personatges il·lustres
- Dominique-Joseph René Vandamme, general de Napoleó.
- François Delecour, pilot de ral·lis
- Ludwig Schunke músic i compositor.
- Valentin Geuck compositor
- Hugo Staehle (1826-1848) compositor

## Galeria d'imatges

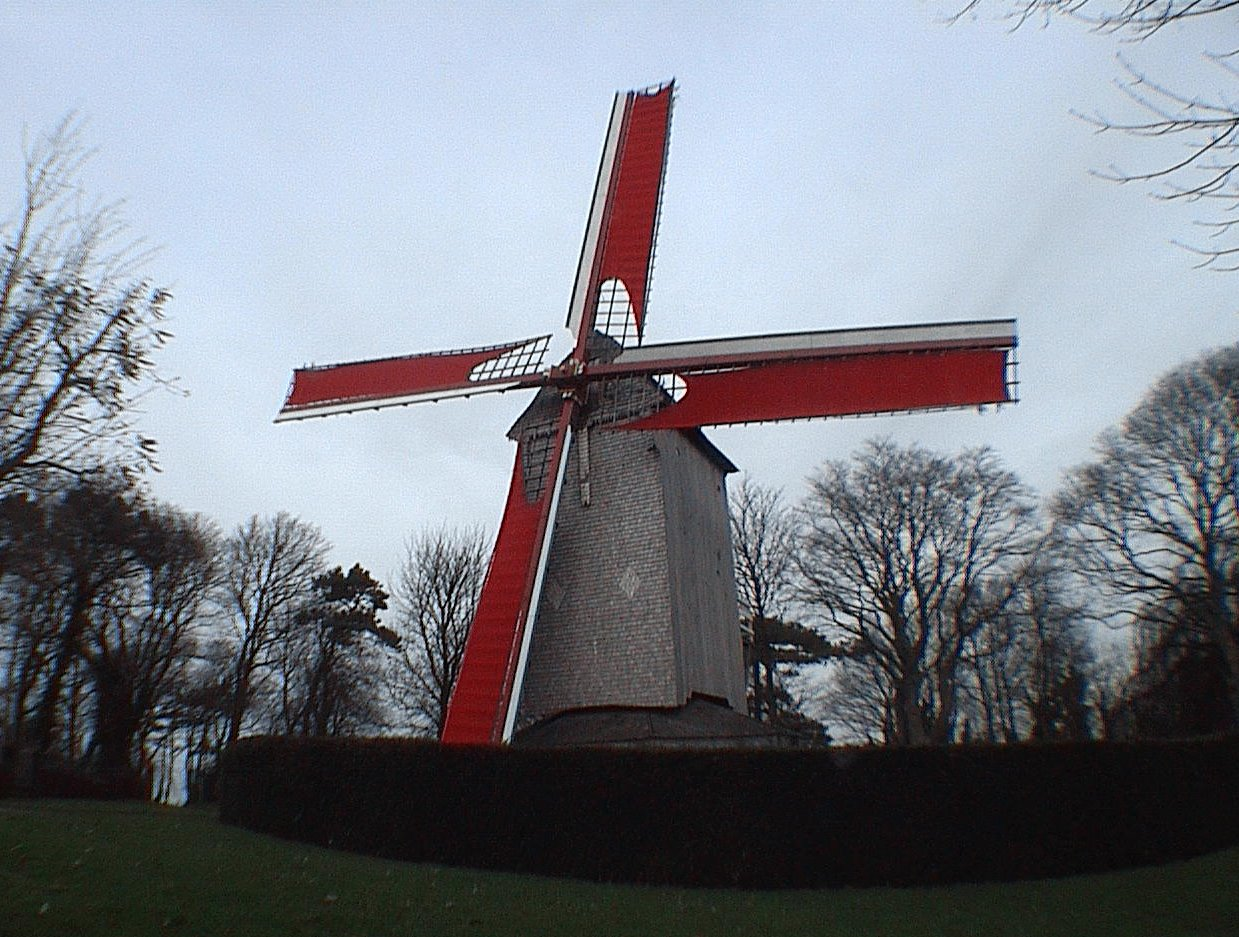
Molí de Cassel
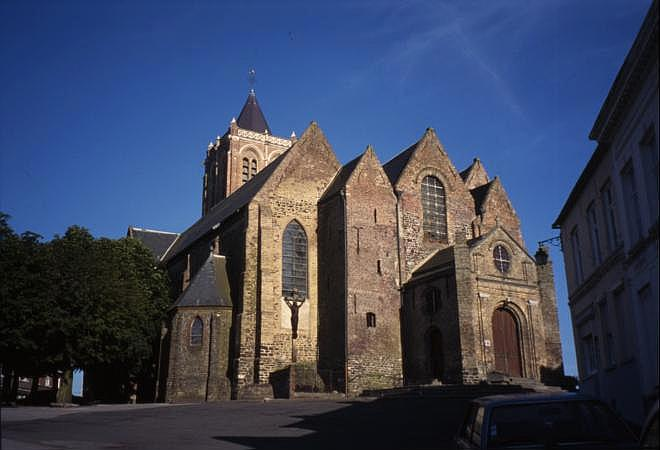
Col·legiata Nôtre Dame
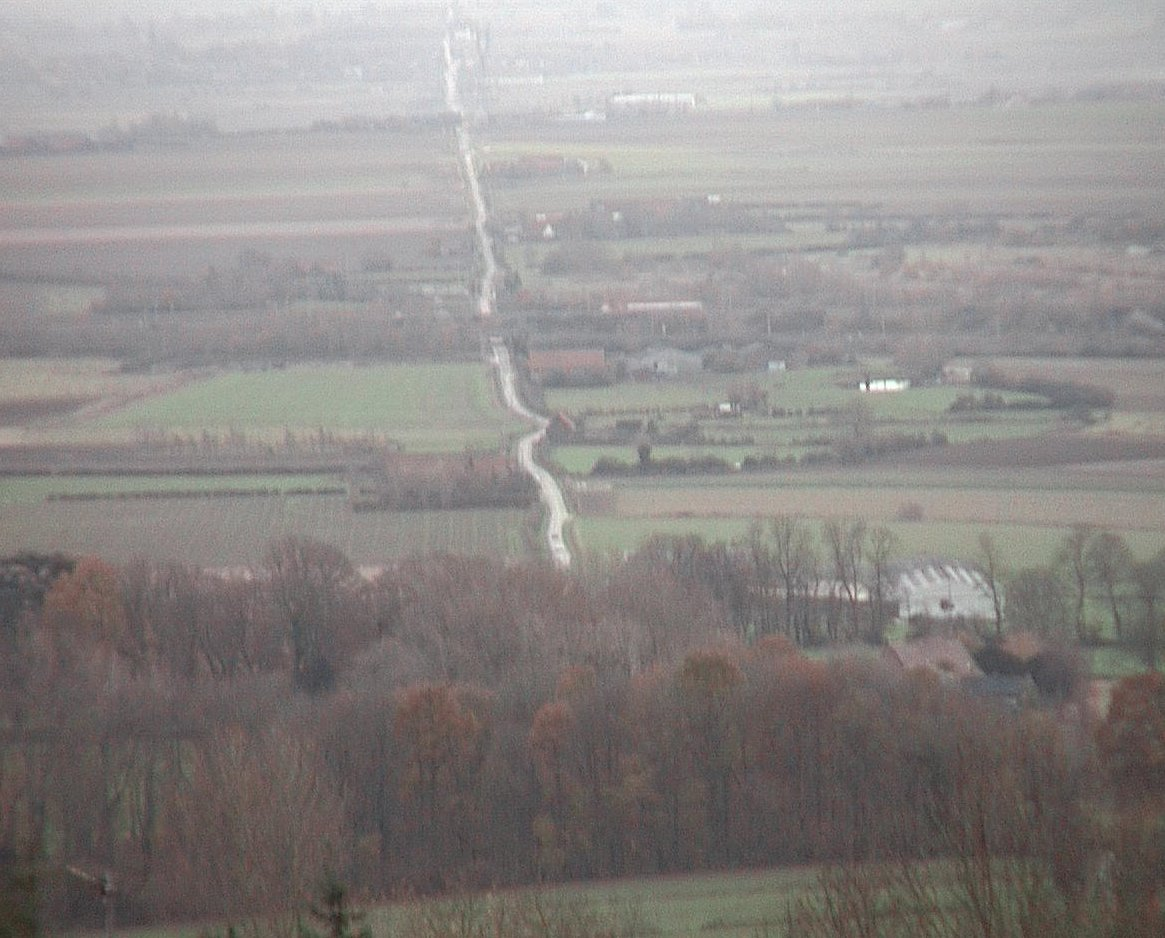
Via romana
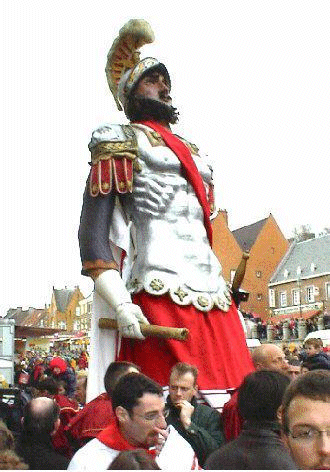
Reuze Papa, gegant local